# Municipio de Augusta (Minnesota)
El municipio de Augusta (en inglés: Augusta Township) es un municipio ubicado en el condado de Lac qui Parle en el estado estadounidense de Minnesota. En el año 2010 tenía una población de 110 habitantes y una densidad poblacional de 1,48 personas por km².

## Geografía
El municipio de Augusta se encuentra ubicado en las coordenadas 45°1′3″N 96°24′10″O / 45.01750, -96.40278. Según la Oficina del Censo de los Estados Unidos, el municipio tiene una superficie total de 74.29 km², de la cual 73,89 km² corresponden a tierra firme y (0,54 %) 0,4 km² es agua.

## Demografía
Según el censo de 2010, había 110 personas residiendo en el municipio de Augusta. La densidad de población era de 1,48 hab./km². De los 110 habitantes, el municipio de Augusta estaba compuesto por el 100 % blancos. Del total de la población el 0 % eran hispanos o latinos de cualquier raza.